# 尤里·日丹诺夫

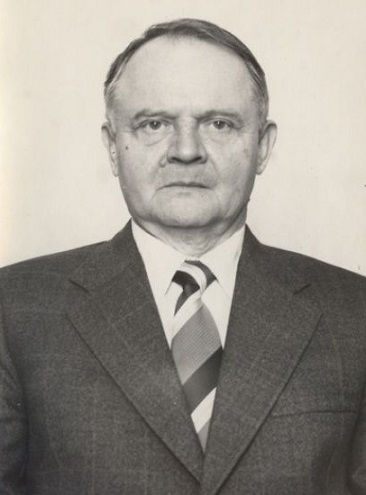
尤里·日丹诺夫

尤里·安德烈耶维奇·日丹诺夫（俄语：Ю́рий Андре́евич Жда́нов；1919年8月20日—2006年12月19日），俄罗斯化学教授，南部联邦大学校长。 他是苏联政治家安德烈·亚历山德罗维奇·日丹诺夫的儿子，也是苏联领导人约瑟夫·斯大林女儿斯韦特兰娜·约瑟福芙娜·阿利卢耶娃的前夫。